# Толидо бенд (језеро)
Толидо бенд (енгл. Toledo Bend Reservoir) је вештачко језеро у Сједињеним Америчким Државама. Налази се на територији америчких савезних држава Луизијана и Тексас. Површина језера износи 736 km².